# 北富士駐屯地
北富士駐屯地（きたふじちゅうとんち、JGSDF Camp Kita-Fuji）は、山梨県南都留郡忍野村忍草3093に所在し、東部方面特科連隊等が駐屯する陸上自衛隊の駐屯地である。

## 概要
駐屯地司令は、東部方面特科連隊長が兼務する。山梨県に所在する唯一の駐屯地で、 日本一標高が高く964mある。最寄の演習場は北富士演習場と東富士演習場。北富士演習場は、北富士駐屯地業務隊が管理を担当している。

## 沿革
- 1960年（昭和35年）11月25日：北富士駐屯地開設[1]。第1特科連隊第4大隊が宇都宮駐屯地から移駐し、第4特科大隊長が駐屯地司令を兼任。
- 1961年（昭和36年）8月17日：第317地区施設隊が駒門駐屯地から移駐。
- 1962年（昭和37年）1月18日：第1師団改編に伴い、第1特科連隊第4特科大隊が第5特科大隊に改編。
- 1969年（昭和44年）3月25日：第1特科連隊第4特科大隊が宇都宮駐屯地から移駐。
- 1991年（平成03年）3月29日：第317地区施設隊が第351施設中隊に改編。
- 2000年（平成12年）3月28日：部隊訓練評価隊が編成完結、駐屯地司令職務指定。
- 2001年（平成13年）3月27日：第351施設中隊が廃止。（第3施設群の廃止により）
- 2002年（平成14年）3月27日：第1師団改編に伴い、駒門駐屯地から第1特科連隊（連隊本部および3個大隊）が移駐、第1特科隊に改編。第1特科隊が駐屯地司令職務指定。
- 2015年（平成27年）3月26日：東部方面会計隊の改編に伴い、第415会計隊が廃止され、第433会計隊北富士派遣隊が設置される。
- 2023年（令和05年）
  - 1月26日：新庁舎である111号隊庁舎が完成し、落成式を実施[2]。
  - 3月16日：

  1. 第1特科隊を廃止し、東部方面特科連隊に改編。
  2. 東部方面特科連隊長を駐屯地司令に職務指定[3]。
  3. 第306特科直接支援中隊（東部方面特科連隊を支援）を新編。
- 2025年（令和7年）3月24日：東部方面情報隊（朝霞駐屯地）隷下の東部方面情報収集隊が新編[4]。

## 駐屯部隊

### 東部方面隊隷下部隊・機関
- 東部方面特科連隊
- 東部方面後方支援隊
  - 第306特科直接支援中隊：東部方面特科連隊を支援
- 東部方面システム通信群
  - 第105基地システム通信大隊
    - 第305基地システム通信中隊
      - 北富士派遣隊
- 東部方面会計隊
  - 第433会計隊
    - 北富士派遣隊
- 東部方面情報隊
  - 東部方面情報収集隊
- 北富士駐屯地業務隊（北富士演習場の管理を担当）

### 防衛大臣直轄部隊
- 陸上自衛隊富士学校
  - 部隊訓練評価隊（富士訓練センター、略称FTC）
- 東部方面警務隊
  - 第128地区警務隊
    - 北富士派遣隊

### 共同の機関
- 自衛隊山梨地方協力本部
  - 山梨地域援護センター

## 駐屯していた部隊
- 1991年（平成3年）3月29日廃止
  - 第317地区施設隊「317地施」：第351施設中隊に改編。
- 2001年（平成13年）3月27日廃止
  - 第351施設中隊「351施」：第3施設群の廃止により整理。
- 2002年（平成14年）3月27日廃止
  - 第1特科連隊第4特科大隊「1特-4-本」：第1特科隊の新編のため整理。
  - 第1特科連隊第5特科大隊「1特-5-本」：第1特科隊の新編のため整理。
- 2015年（平成27年）3月26日廃止
  - 第415会計隊「415会」：東部方面会計隊の改編に伴い整理。第433会計隊北富士派遣隊に改編。
- 2023年（令和5年）3月15日廃止
  - 第1特科隊「1特-本」：東部方面特科連隊に改編。

## 最寄の幹線交通
- 高速道路：E1 東名高速道路 御殿場IC、E1A 新東名高速道路 新御殿場IC、E68 中央自動車道富士吉田線 河口湖IC
- 一般道：国道138号（ E68 東富士五湖道路 山中湖IC）、国道137号、国道139号、山梨県道710号青木ヶ原船津線、神奈川県道・山梨県道729号山北山中湖線、山梨県道730号・神奈川県道730号・静岡県道147号山中湖小山線
- 鉄道：富士山麓電気鉄道富士急行線 河口湖駅、富士山駅